# Crayon Shin-chan - Nazo meki! Hana no tenkasu gakuen
Crayon Shin-chan - Nazo meki! Hana no tenkasu gakuen (クレヨンしんちゃん 謎メキ!花の天カス学園?) è un film d'animazione del 2021 scritto da Kimiko Ueno e diretto da Wataru Takahashi, ventinovesima pellicola tratta dal franchise Shin Chan.

## Trama
Shin-chan e i suoi amici hanno l'occasione di stare per una settimana presso un'esclusiva scuola privata, tuttavia si ritrovano a dover risolvere un particolare mistero.

## Distribuzione
In Giappone la pellicola doveva essere distribuita da Toho a partire dal 23 aprile 2021, ma è stata posticipata a causa della pandemia di COVID-19 al 30 luglio 2021.